# Lorenzo Charles
Lorenzo Emile Charles, detto Lo (Brooklyn, 25 novembre 1963 – Raleigh, 27 giugno 2011), è stato un cestista e allenatore di pallacanestro statunitense naturalizzato panamense, professionista nella NBA, in Europa e in Sudamerica.
È scomparso nel 2011 all'età di 47 anni, vittima di un incidente stradale mentre era alla guida di un bus.

## Carriera
Venne selezionato dagli Atlanta Hawks al secondo giro del Draft NBA 1985 (41ª scelta assoluta).

## Palmarès
- Campione NCAA (1983)
- NCAA AP All-America Third Team (1983)